# Rodolfo Alcorta
Pour les articles homonymes, voir Alcorta.
Rodolfo Alcorta, né à Buenos Aires le 9 décembre 1876 et mort dans la même ville le 26 août 1967, est un peintre argentin. 
Membre de la Société nationale des beaux-arts, il expose régulièrement au Salon des Indépendants et au Salon d'automne, des portraits, des nus et des paysages.

## Biographie
Docteur en médecine, cofondateur de l’hôpital américain de Paris, assesseur artistique attaché à l'ambassade de la République argentine à Paris, il fut un ardent défenseur de l'art français qu'il a contribué à faire connaître auprès des gouvernements et des collectionneurs sud-américains. Il expose au Salon d'automne dès 1907 et la Société nationale des beaux-arts dès 1910 ainsi qu'au Salon des Tuileries depuis sa fondation. 
Ami de Antoine Bourdelle, il est l'instigateur du Monument au Général Alvear dont Bourdelle reçut la commande en 1913.
Alcorta fut aussi Commissaire général de l’Argentine à l’Exposition universelle de 1937.

## Œuvres
Ses toiles les plus célèbres sont un Saint-Jean-de-Luz qui atteignit en 1920 un prix de vente de 6 000 frs ainsi qu'un nu nommé Esclaves qui a été montré au Salon d'automne. Son Génie des Champs et sa toile L’Église d'Arbonne ont aussi été très remarqués. 